# Bayerische Kammeroper
Die Bayerische Kammeroper wurde 1982 vom Intendanten Blagoy Apostolov gegründet. Sie ist die einzige kommunale Oper, Träger der Anstalt öffentlichen Rechts ist die Gemeinde Veitshöchheim. Gefördert wird die Einrichtung auch durch den Landkreis und den Freistaat Bayern. Die Oper verfügt über keine eigene Spielstätte, die Produktionen werden auf wechselnden Bühnen aufgeführt. Seit 2005 findet beispielsweise jährlich der von der Kammeroper produzierte Mozartsommer in der Würzburger Residenz statt.
Die Opernproduktionen der Kammeroper wurden vielfach vom Bayerischen Fernsehen ausgestrahlt.
Die Bayerische Kammeroper betreibt einen eigenen Rundfunksender. „Radio Opera“ sendet auf der Frequenz von Radio Charivari Würzburg sowie über Digital Classix (Band LG).